# オオセンチコガネ
オオセンチコガネ（学名：Phelotrupes auratus）は、コウチュウ目コガネムシ上科センチコガネ科に分類される昆虫の一種。
糞や腐肉、腐ったキノコを餌にするいわゆる糞虫の一群で、金属光沢のある美しい体色をしている。 

## 分布
日本では北海道、本州、四国、九州に生息。

## 形態
体長16-22㎜。通常は赤みを帯びた紫だが、地域変異が多く、三重県などでは紫、赤、青の3つの体色を見ることができる。

## 生態
成虫、幼虫ともに糞や動物の死骸に集まる。まれに腐ったキノコやクヌギなどの樹液にも飛来する。自然界における物質循環に果たす役割は大きい。
活動期である4月から10月に、雑木林などの散策路を歩いているところを目にすることが多い。春期と秋期に個体数を増す。

## 飼育
成体は昆虫ゼリーを採食する。ただしゼリーの種類によっては、採食しないことも多い。
幼体の飼育、つまり累代飼育は難しい。牛糞を使用した成功例が挙げられるが、表面にカビが生えないよう、通気に注意する。最も適切な飼育方法は、高さ15cm程度の瓶に牛糞を軽く詰め、通気のための穴を数個ほどあけるというもの。カビが生えたり、糞が少なくなったりした場合、できるだけ早く新しいものにかえる。そのとき、以前使用していたものを少量入れると良い。また、乾燥しないようにする必要がある。